# Stenygrocercus simoni
Stenygrocercus simoni – gatunek pająka z infrarzędu ptaszników i rodziny Euagridae.

## Taksonomia
Gatunek ten opisany został po raz pierwszy w 1991 roku przez Roberta Ravena. Jako lokalizację typową wskazano Rivière Bleue na Nowej Kaledonii. Epitet gatunkowy nadano na cześć Eugène’a Simona.

## Morfologia
U holotypowego samca ciało ma długość 8 mm przy prosomie długości 3,2 mm i szerokości 2,7 mm, a opistosomie (odwłoku) długości 3,4 mm i szerokości 2,2 mm, zaś u jedynej zmierzonej samicy ciało ma 10 mm długości przy prosomie długości 4,6 mm i szerokości 36 mm, a opistosmie (odwłoku) długości 4,4 mm i szerokości 3 mm. Karapaks jest żółtawobrązowy z elementami brązowymi, porośnięty delikatnymi, szarymi włoskami. Ośmioro oczu rozmieszczonych jest na planie prostokąta. Oczy pary przednio-środkowej leżą na wzgórku, w widoku grzbietowym bardziej z tyłu niż pary przednio-bocznej, natomiast oczy pary tylno-środkowej leżą bardziej z przodu niż pary tylno-bocznej. Jamka karapaksu jest krótka, głęboka, u samca poprzeczna, u samicy odgięta. Nadustek jest niski. Żółtobrązowe szczękoczułki u samca mają na przedniej krawędzi 6 dużych i 8 małych ząbków, a w nasadowo-środkowej części bruzdy od 20 do 30 ziarenek, zaś u samicy mają na przedniej krawędzi trzy duże i liczne małe ząbki, a w nasadowo-środkowej części bruzdy jeden większy i dwa drobne ząbki i od 30 do 40 drobnych ziarenek. Barwa wargi dolnej, szczęk i sternum jest żółtawobrązowa. Odnóża są żółtobrązowe, pozbawione obrączkowania, o trichobotriach rozmieszczonych w dwóch szeregach na goleniach, oraz jednym, prostym szeregu na nadstopiach i stopach. Pazurki parzyste mają od 8 do 12 ząbków rozmieszczonych w S-kształtnym szeregu, a pazurek trzeci od jednego do trzech ząbków. Opistosoma samca jest z wierzchu brązowa z bladą łatą na przedzie, trzema parami bladych znaków i blado zabarwionym tyłem, zaś od spodu jednolicie brązowa, natomiast u samicy jest z wierzchu ciemnobrązowa z poprzecznie owalną plamą bladą na przedzie i czterema parami bladych kropek w tyle, a od spodu brązowa z jaśniejszą linią środkową.
Nogogłaszczki samca mają długi, gruszkowaty bulbus, krótkie i pozbawione kolców cymbium i krótki, zwężający się ku szczytowi embolus. Golenie pierwszej pary odnóży samca są silnie nabrzmiałe, zaopatrzone w rowek na powierzchni przednio-brzusznej, kolczastą ostrogę w części dystalnej, niską i zaopatrzoną w dwa kolce ostrogę przednio-boczną, odgraniczony siedmioma grubymi i krótkimi megakolcami rowek na powierzchni tylno-bocznej oraz listwę na powierzchni grzbietowej. Golenie drugiej pary są słabiej nabrzmiałe, zaopatrzone w małą ostrogę i długi megakolec w części odsiebno-brzusznej. Nadstopie pierwszej pary jest nabrzmiałe z wykrojeniem na powierzchni przednio-brzusznej odgraniczonym listwą z krótkimi, zakrzywionymi, cierniowatymi kolcami. Nadstopie drugiej pary również jest nabrzmiałe i wykrojone. Genitalia samicy zawierają cztery spermateki w dwóch parach, w obrębie pary u nasady zlane. Spermateki zewnętrzne mają krótkie szypułki, jednokrotnie skręcone części środkowe i kulistawe szczyty, spermateki wewnętrzne są podobnie zbudowane, ale dłuższe.

## Zachowanie i występowanie
Pająk ten zasiedla równikowe lasy deszczowe i nadrzeczne wrzosowiska. Na zboczach konstruuje kurtynowate sieci łowne z białej przędzy. Do budowy wyściełanych przędzą norek wykorzystuje szczeliny w glebie oraz wnętrza wypróchniałych korzeni i kłód.
Gatunek endemiczny dla Nowej Kaledonii, znany z Rivière Bleue i Ouénarou.